# قائمة البعثات الدبلوماسية في بلجيكا

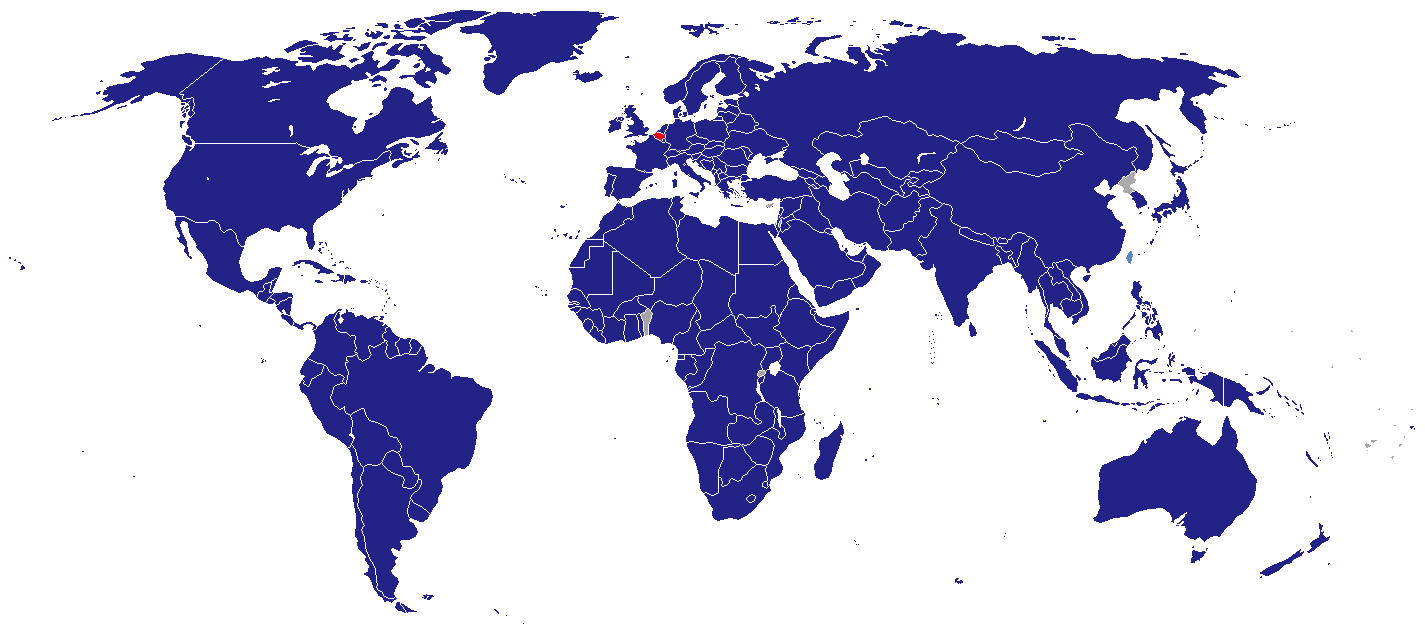
خريطة البعثات الدبلوماسية في بلجيكا

تورد هذه الصفحة قائمة بالبعثات الدبلوماسية المقيمة في مملكة بلجيكا. ولا تشمل هذه القائمة القنصليات الفخرية.
في الوقت الحاضر، تستضيف مدينة بروكسل العاصمة 183 سفارة. وتعد بروكسل فريدة من حيث أنها ليست مجرد مقر للحكومة البلجيكية، بل أيضا للمفوضية الأوروبية، التي هي الجناح التنفيذي للاتحاد الأوروبي الذي تعتمد البلدان ممثلين إليه. وهكذا، يمكن لبلد ما أن يرسل إلى بروكسل سفيرا إلى بروكسل، وسفيرا إلى الاتحاد الأوروبي. وتعمل بعض السفارات على كلتا الوظيفتين، بينما تفتح بلدان أخرى سفارات منفصلة لكل منهما.

## سفارات
بروكسل
| - أفغانستان - ألبانيا - الجزائر - أندورا - أنغولا - الأرجنتين - أرمينيا - أستراليا - النمسا - أذربيجان - البحرين - بنغلاديش - باربادوس - بيلاروس - بليز - بنين - بوتان - بوليفيا - البوسنة والهرسك - بوتسوانا - البرازيل - بروناي - بلغاريا - بوركينا فاسو - بوروندي - كمبوديا - الكاميرون - كندا - الرأس الأخضر - جمهورية إفريقيا الوسطى - تشاد - تشيلي - الصين - كولومبيا - جزر القمر - جمهورية الكونغو الديمقراطية - جمهورية الكونغو - كوستاريكا - ساحل العاج - كرواتيا - كوبا - قبرص - جمهورية التشيك - الدنمارك - جيبوتي - دومينيكا | - جمهورية الدومينيكان - مصر - السلفادور - غينيا الاستوائية - إرتريا - إستونيا - إثيوبيا - فيجي - فنلندا - فرنسا - الغابون - غامبيا - جورجيا - ألمانيا - غانا - غرينادا - اليونان - غواتيمالا - غينيا - غينيا بيساو - غيانا - هايتي - الكرسي الرسولي - هندوراس - المجر - آيسلندا - الهند - إندونيسيا - إيران - العراق - أيرلندا - إسرائيل - إيطاليا - جامايكا - اليابان - الأردن - كازاخستان - كينيا - كوريا الجنوبية - كوسوفو - الكويت - قرغيزستان - لاوس - لاتفيا - لبنان - ليسوتو | - ليبيريا - ليبيا - ليختنشتاين - ليتوانيا - لوكسمبورغ - مقدونيا - مدغشقر - مالاوي - ماليزيا - جزر المالديف - مالي - مالطا - موريتانيا - موريشيوس - المكسيك - مولدوفا - موناكو - منغوليا - الجبل الأسود - المغرب - موزمبيق - ميانمار - ناميبيا - نيبال - هولندا - نيوزيلندا - نيكاراغوا - النيجر - نيجيريا - النرويج - عُمان - باكستان - بنما - بابوا غينيا الجديدة - باراغواي - بيرو - الفلبين - بولندا - البرتغال - قطر - رومانيا - روسيا - رواندا - سانت كيتس ونيفيس - سانت لوسيا - سانت فينسنت والغرينادين | - ساموا - سان مارينو - ساو تومي وبرينسيب - السعودية - السنغال - صربيا - سيشل - سيراليون - سنغافورة - سلوفاكيا - سلوفينيا - جزر سليمان - الصومال - جنوب إفريقيا - جنوب السودان - إسبانيا - سريلانكا - السودان - سورينام - إسواتيني - سويسرا - سوريا - طاجيكستان - تنزانيا - تايلاند - تيمور الشرقية - توغو - ترينيداد وتوباغو - تونس - تركيا - تركمانستان - توفالو - أوغندا - أوكرانيا - الإمارات العربية المتحدة - المملكة المتحدة - الولايات المتحدة - الأوروغواي - أوزبكستان - فانواتو - فنزويلا - فيتنام - اليمن - زامبيا - زيمبابوي |

## المكاتب التمثيلية والوفود
- كردستان (مكتب تمثيلي) [1]
- جرينلاند (مملكة الدنمارك) – مكتب تمثيلي[2]
- جزر فارو (مملكة الدنمارك) – مكتب تمثيلي[3]
- جمهورية الصين (تايوان) (مكتب تايبيه التمثيلي في الاتحاد الأوروبي وبلجيكا)[4]
- هونغ كونغ (مكتب هونغ كونغ الاقتصادي والتجاري)[5]
- ماكاو (مكتب ماكاو الاقتصادي والتجاري)[6][7]
- فلسطين (مفوضية عامة)[8]
- الجمهورية العربية الصحراوية الديمقراطية (مكتب تمثيلي)[9][10]
- فرسان مالطة (وفد)[11]
- قبرص الشمالية (مكتب تمثيلي)[12]
- صوماليلاند (مكتب تمثيلي)
- كيبك (كندا) – مفوضية عامة[13]

## قنصليات عامة/قنصليات
أنتويرب
- جمهورية الكونغو الديمقراطية
- تشيلي
- جمهورية الدومينيكان
- المغرب
- هولندا
- بنما
- روسيا
- تركيا

بروكسل
- الإكوادور

لييج
- إيطاليا
- المغرب

## بعثات إلى الاتحاد الأوروبي

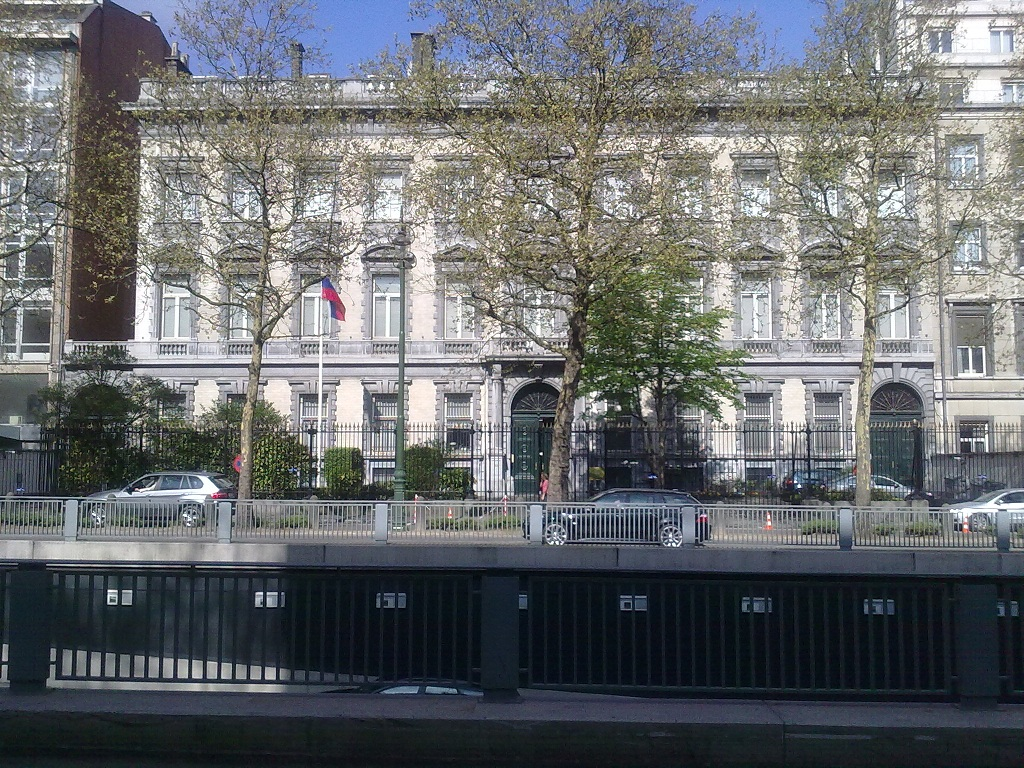
البعثة الدائمة للاتحاد الروسي لدى الاتحاد الأوروبي.

| - ألبانيا - الأرجنتين - أرمينيا - النمسا - أذربيجان - بلجيكا - البوسنة والهرسك - البرازيل - بلغاريا - كندا - تشيلي - جمهورية الصين الشعبية - كولومبيا - جمهورية الكونغو الديمقراطية - كرواتيا - قبرص - جمهورية التشيك - الدنمارك - جزر فارو - جرينلاند - إستونيا - فنلندا - فرنسا - جورجيا - ألمانيا - اليونان - الكرسي الرسولي - هونغ كونغ - المجر - آيسلندا - إندونيسيا - أيرلندا - إسرائيل - إيطاليا - جامايكا - اليابان - الأردن - كازاخستان | - كينيا - كوريا الجنوبية - لاتفيا - ليتوانيا - لوكسمبورغ - ماكاو - مقدونيا - مدغشقر - مالطا - المكسيك - مولدوفا - الجبل الأسود - المغرب - هولندا - نييوي - النرويج - باكستان - فلسطين - بولندا - البرتغال - رومانيا - روسيا - الجمهورية العربية الصحراوية الديمقراطية[بحاجة لمصدر] - صربيا - سلوفاكيا - سلوفينيا - فرسان مالطة - إسبانيا - السويد - سويسرا - سوريا - جمهورية الصين (مكتب تايبيه التمثيلي في الاتحاد الأوروبي وبلجيكا) - تركيا - أوكرانيا - المملكة المتحدة - الولايات المتحدة |

## سفير أو سفارات معتمدة
- سفير
  -  السويد (سفير غير مقيم مقره في ستوكهولم)
- سفارة
  -  جزر البهاما (لندن) [19]
  -  الإكوادور (برلين)
  -  كوريا الشمالية (لندن)
  -  تونغا (لندن) [20]

## البلدان التي ليس لديها سفارة في بلجيكا ودون اعتماد لدى بلجيكا
- بروكسل
  -  نييوي - الأقرب: إقليم بروكسل العاصمة، بعثة دائمة لدى الاتحاد الأوروبي
- لندن
  -  أنتيغوا وباربودا - الأقرب: لندن، مفوضية سامية لدى المملكة المتحدة
- واشنطن العاصمة
  -  جزر مارشال - الأقرب: واشنطن العاصمة، سفارة لدى الولايات المتحدة
  -  ولايات ميكرونيسيا المتحدة - الأقرب: واشنطن العاصمة، سفارة لدى الولايات المتحدة
  -  بالاو - الأقرب: واشنطن العاصمة، سفارة لدى الولايات المتحدة
- نيويورك
  -  كيريباتي - الأقرب: نيويورك، بعثة دائمة لدى الأمم المتحدة
  -  ناورو - الأقرب: نيويورك، بعثة دائمة لدى الأمم المتحدة
- ويلينغتون
  -  جزر كوك - الأقرب: ويلينغتون، مفوضية سامية لدى نيوزيلندا